# Juli-Joel Edelstein
Juli-Joel Edelstein (hebrejsky יולי־יואל אדלשטיין‎, rusky Юлий Эдельштейн; * 5. srpna 1958 Černovice, Sovětský svaz) je izraelský politik, poslanec Knesetu za stranu Likud a od března 2013 úřadující předseda Knesetu. V minulosti zastával post ministra absorpce imigrantů a ministra veřejné diplomacie a diaspory ve vládách Benjamina Netanjahua.

## Biografie
Narodil se v Černovicích v Sovětském svazu (dnešní Ukrajina) a byl aktivistou pro výuku hebrejštiny. V roce 1984 byl odsouzen k trestu odnětí svobody ve vykonstruovaném procesu za držení drog. Strávil tři a půl roku v pracovním táboře za těžkých podmínek a během svého věznění byl vážně zmrzačen. V roce 1987 byl propuštěn a bylo mu umožněno podniknout aliju do Izraele.
Po příjezdu do Izrael se začal angažovat v politickém životě. Zprvu se stal členem Národní náboženské strany a byl viceprezidentem Sionistického fóra, později pomáhal rovněž ruskému disidentovi Natanu Šaranskému založit stranu ruských imigrantů Jisra'el ba-alija. Poprvé byl zvolen poslancem ve volbách v roce 1996 za stranu Jisra'el ba-alija a byl jmenován ministrem absorpce imigrantů ve vládě Benjamina Netanjahua. Svůj poslanecký mandát obhájil i v následujících parlamentních volbách v roce 1999, po nichž byl jmenován náměstkem ministra pro absorpci imigrantů ve vládě Ariela Šarona.
Znovu zvolen byl ve volbách v roce 2003, po nichž se Jisra'el ba-alija sloučila s Likudem. O poslanecký mandát přišel ve volbách v roce 2006, ve kterých získal Likud pouze 12 poslaneckých mandátů (Edelstein měl 14. místo na kandidátní listině), ale v únoru 2007 nahradil poslance Dana Nave. Poslanecký mandát si udržel ve volbách v roce 2009, po nichž byl jmenován ministrem veřejné diplomacie a diaspory v druhé Netanjahuově vládě. Mandát rovněž obhájil v předčasných volbách v roce 2013, po nichž se stal předsedou Knesetu.
Poslanecký mandát obhájil také v dalších volbách v letech 2015, 2019 (dubnových i zářijových) a 2020. V březnu 2020 však odstoupil z funkce předsedy Knesetu na protest proti dle jeho názoru nepřípustnému zasahování Nejvyššího soudu do agendy Knesetu.
Je otcem dvou dětí a žije v osadě Neve Danijel.